# Baron Inverforth
Baronowie Inverforth 1. kreacji (parostwo Zjednoczonego Królestwa)
- 1919–1955: Andrew Weir, 1. baron Inverforth
- 1955–1975: Andrew Alexander Morton Weir, 2. baron Inverforth
- 1975–1982: Andrew Charles Roy Weir, 3. baron Inverforth
- 1982–: Andrew Peter Weir, 4. baron Inverforth